# 說不完的故事
《說不完的故事》（德語：Die unendliche Geschichte），或名《永不結束的故事》（英語：The Neverending Story），是德國作家麥克·安迪於1979年出版的奇幻小說。

## 故事內容
故事主角培斯提安是一名喜愛閱讀與想像的男孩，他無意間得到一本名為《說不完的故事》的書，在閱讀的過程中他發現了進入「幻想國」的關鍵，並且在幻想國中展開另一段追尋真實願望的冒險。
故事是從培斯提安翹課，並偷走了古怪的書店老闆卡蘭德先生的書，並躲在學校陰暗閣樓上閱讀開始。
而幻想國的開頭則是因幻想界的主宰，孩童女王生病，及怪現象，空無的產生，導致幻想世界慢慢崩潰，因此，各民族紛紛派出信使到女王的所在－象牙塔來求見，最後，女王的使者將尋找能給女王取新名字的重任，放在年輕的綠皮族男孩－奧特里歐身上，並將象徵女王權力的奧鈴，拿給奧特里歐。
奧特里歐順著奧鈴上的指示隨心所欲，在幻想國旅行，企圖尋找治癒女王疾病及空無的方法，歷經悲傷沼澤，他失去了最愛的小馬，到了大烏龜老者莫拉那，得知答案或許在南方神諭的烏尤拉拉，卻又差點變成大蜘蛛一戈拉木的糧食。
所幸一戈拉木看見了奧鈴，他告訴奧特里歐要到南方神諭是很遠的路途，但他的蜘蛛毒可讓被咬到的人任意地到任何地方，奧特里歐因此到了南方神諭，而幸運的是，跟奧特里歐一樣困在蜘蛛網上的祥龍福哥兒，也在半生半死中聽見了一戈拉木的話，受了重傷的兩人被矮人夫婦帶回洞穴搶救了性命。
奧特里歐從烏尤拉拉口中得知，全幻想國沒人能給女王名字，唯有從現實世界來的人才可以，但現實世界的人多半已不再相信幻想國的存在，來的人越來越少。
最後，奧特里歐在偶然間從追殺他的狼人哥魔克口中，知道了進入虛無的幻想國國民，通通會變成現實生活中人們心中的醜陋與謊言。
他徒勞地回到象牙塔，將消息帶給女王，但孩童女王表示她早已知道，而奧特里歐真正的任務就是到處冒險，這些冒險故事正是吸引現實世界人們來的方法。
而奧特里歐的冒險已將培斯提安帶到幻想國，為使培斯提安前來幻想國為女王命名，女王只好藉漂泊山老人讓故事不斷重演，而培斯提安此時才知道自己是故事的一部份。為脫離不斷重演的故事，培斯提安終於叫出了女王的名字「月童」。
培斯提安也因此到了一片黑暗的幻想國，並見到了月童；月童給培斯提安奧鈴便消失無踨。
藉著奧鈴，培斯提安實現了各種願望也見到了奧特里歐，但奧鈴給了培斯提安手段，却帶走了他來的目的（使兩個世界更好）與記憶，也漸漸的變得不復以往。當培斯提安即將失去一切時奧特里歐即時出現，讓培斯提安穿過了兩個世界的出口「奧鈴」。

## 改編
本書於1984年改編為電影《大魔域》（香港譯名《魔域仙蹤》）。電影劇情取自小說的前半部，由於結局情節違背小說主旨，麥克·安迪曾提出控訴要求電影改名，但未獲勝訴。之後的兩部電影續集則僅是取用原著中人物與部分要素，基本上是無關的故事。